# Hall Bluff
Das Hall Bluff ist ein markantes und 750 m hohes Felsenkliff im ostantarktischen Viktorialand. Es bildet das östliche Ende des Dais und markiert den Ort der Untergliederung des Wright Valley in seine Seitentäler North Fork und South Fork.
Das Advisory Committee on Antarctic Names benannte das Kliff 1997 nach Brenda Hall, wissenschaftliche Assistentin der Abteilung für Geowissenschaften der University of Maine, die in den Jahren von 1990 bis 1991 und 1995 bis 1996 an sechs Feldforschungskampagnen des United States Geological Survey beteiligt war.